# Verein für Leibesübungen von 1899
Verein für Leibesübungen von 1899 Osnabrück é uma agremiação esportiva alemã sediada em Osnabrück, na Baixa Saxônia. Atualmente disputa a 3. Fußball-Liga, a terceira divisão do futebol alemão.
O clube faz parte de uma sociedade poliesportiva que compreende basquete, tênis, ginástica, natação e tênis de mesa.

## História

### Da fundação à Segunda guerra mundial
O clube nasceu em abril de 1899 com o nome de FC Osnabrück, ainda que tenha se constituído oficialmente somente em 8 de março de 1925, mas um grupo de jogadores, sempre no mesmo ano, abandonou a equipe para formar uma nova, o SC Rapid, em referência ao Rapid Viena. O Rapid, treze anos depois, 1938, se refundiu com o clube originário que daquele momento em diante adotou como cor social o púrpura, cor que adotava o Rapid anteriormente.

### O pós-guerra
Depois da Segunda Guerra Mundial, o clube retornou com o nome de 1. FSV Osnabrück, mas retomou o velho nome de 1946. A equipe foi relegada a atuar na Oberliga Nord e até a criação da Bundesliga, foi considerada a quarta potência da chave atrás de Hamburgo, Werder Bremen e St. Pauli.

### Anos 60 e 70
Em 1963, a Federação Alemã, DFB, anunciou a criação da Bundesliga, a máxima série profissional da Alemanha Ocidental. Os "violetas", em virtude dos resultados conseguidos nas temporadas passadas conseguiram se classificar somente para a segunda divisão, a chamada Regionalliga Nord. A equipe obteve cinco oportunidades consecutivas, de 1969 a 1973 para ser promovida à primeira divisão através do play-off, mas acabou sempre eliminada. Nos 30 sucessivos, o time jogou sempre na segunda série, exceto duas temporadas passadas na Amateur Oberliga Nord, a terceira série. Além disso, correu o risco de cair uma terceira vez, mas no seu lugar foi rebaixado o St. Pauli por conta de problemas financeiros. O clube, contudo, teve um momento de glória, em 1979, na Copa da Alemanha, quando derrotou o Bayern de Munique em uma partida por 5 a 4.

### Dos anos 80 até hoje
Em 1994, o clube caiu para a Fußball-Regionalliga, série onde militou, com exceção das temporadas passadas na 2. Bundesliga. Ao fim da temporada 2006-2007, conseguiu ganhar na última rodada a promoção para a segunda série. Após duas temporadas consecutivas, sofreu o descenso para a terceira divisão ao término da temporada 2008-2009. Vencendo o sucessivo torneio da terceira divisão, reconquistou o acesso à categoria superior.
Em 24 de maio de 2011, após a derrota em casa por 3 a 1, na repescagem contra o terceiro classificado da terceira divisão, o Dynamo Dresden, após 1 a 1 no tempo regulamentar, mesmo resultado do jogo de ida, o time novamente sofreu o descenso para a terceira divisão alemã.

## Elenco atual
Última atualização: 3 de abril de 2025.

## Cronologia recente
| Temporada | Divisão                 | Posição |
| 1999–2000 | Regionalliga Nord (III) | 1° ↑    |
| 2000–01   | 2. Bundesliga (II)      | 15° ↓   |
| 2001–02   | Regionalliga Nord (III) | 7°      |
| 2002–03   | Regionalliga Nord (III) | 2° ↑    |
| 2003–04   | 2. Bundesliga (II)      | 18° ↓   |
| 2004–05   | Regionalliga Nord (III) | 4°      |
| 2005–06   | Regionalliga Nord (III) | 10°     |
| 2006–07   | Regionalliga Nord (III) | 2° ↑    |
| 2007–08   | 2. Bundesliga (II)      | 12°     |
| 2008–09   | 2. Bundesliga (II)      | 16° ↓   |
| 2009–10   | 3° Liga (III)           | 1° ↑    |
| 2010–11   | 2. Bundesliga (II)      | 16° ↓   |
| 2011–12   | 3° Liga (III)           | 7°      |
| 2012–13   | 3° Liga (III)           | 3°      |
| 2013–14   | 3° Liga (III)           | 5°      |
| 2014–15   | 3° Liga (III)           | 11°     |
| 2015–16   | 3° Liga (III)           | 5°      |
| 2016–17   | 3° Liga (III)           | 6°      |
| 2017–18   | 3° Liga (III)           | 17°     |
| 2018–19   | 3° Liga (III)           | 1° ↑    |
| 2019–20   | 2. Bundesliga (II)      | 13°     |
| 2020–21   | 2. Bundesliga (II)      | 16° ↓   |
| 2021–22   | 3° Liga (III)           | 6º      |
| 2022–23   | 3° Liga (III)           | 3° ↑    |
| 2023–24   | 2. Bundesliga (II)      | 18° ↓   |